# Neurotically yours
Neurotically Yours is een online flash-tekenfilm, ontworpen door iLL WiLL PreSS (het online pseudoniem van Jonathan Ian Mathers, tevens de naam van zijn online bedrijf) over een eekhoorn, genaamd Foamy The Squirrel. Hij is het huisdier van het gothic-meisje Germaine.
Foamy is een eekhoorn met een duidelijke opinie, en is niet bang om dit aan de wereld te laten horen. Bijna om de twee weken laat Foamy zijn onvrede over bepaalde dingen of mensen horen. Foamy ziet zichzelf ook als een opperwezen, en heeft zijn eigen sekte opgericht (The Foamy Card Cult), en noemt zich ook dikwijls The Lord and Master.
Er zijn nu al meer dan 100 afleveringen van de serie verschenen op het net. Gemiddeld om de twee weken verschijnt er een nieuwe.
De eerste cartoon op het internet was "Distractions", gevolgd door "Pen of Doom" in december 2002.

## Personages
Foamy

Foamy is het hoofdpersonage in Neurotically Yours. Foamy is een grijze eekhoorn met een duidelijke en harde mening over bepaalde personen, lifestyles en bevolkingsgroepen. Foamy is ook zeker niet bang deze mening te uiten. Deze mening laat hij dan horen in zijn beruchte rants. 
Foamy heeft ook zijn eigen sekte opgericht: De Foamy Card Cult. Foamy wil hierdoor de wereld veroveren en dat mensen zich gaan aansluiten bij The Church of Foamy (De kerk van Foamy). 
Foamy staat ook bekend om zijn gevreesde 'Squirrely Wrath' (Eekhoorntoorn). Hierdoor kan Foamy met uiterste precisie noten met een dodelijke snelheid om mensen gooien.
Germaine

Germaine is het baasje van Foamy. Germaine is een  goth en heeft een obsessie voor de duistere kanten van het leven. Germaine doet aan witchcraft (hekserij) en schrijft gedichten. Ze heeft voornamelijk een hekel haar overgewicht (Waar Foamy haar constant mee confronteert) en haar stalker (zie onder). Germaine is ook erg lui. Hierdoor ligt ze vaak te slapen op de bank. 
Haar stem wordt ingesproken door Dawn Bennett.
Pilz-E

Pilz-E is min of meer een vriend van Foamy. Pilz-E is ook een eekhoorn. Pilz-E is hyperactief, omdat hij verslaafd is aan zijn medicatie. 
Hierdoor praat Pilz-E zo snel, dat zelfs Foamy, die ook erg snel praat, hem af en toe ook niet kan verstaan. Voor mensen is Pilz-E in ieder geval erg moeilijk te volgen. Ook heeft deze gebrilde eekhoorn een speciale vorm van stigmata. In plaats van dat er bloed en wonden op zijn poten verschijnen, spuit zijn er bloed uit zijn oog. Hij is geen hoofdpersonage, maar komt wel frequent voor.
The Hatta

The Hatta is een Afro-Amerikaanse eekhoorn. Ook hij is een vriend van Foamy en door hem gevonden in een afvalbak bij een kreeftrestaurant. Hij is een persiflage op The Mad Hatter uit Alice in Wonderland. The Hatta is ook een stereotiepe donkere eekhoorn. Hij vindt snel dat hij wordt gediscrimineerd. Verder houdt hij van hiphop, maar niet van de verloedering ervan. Tha Hatta is een vrij nieuw personage en heeft in slechts 3 afleveringen gespeeld.
Begley

Begley is ook een vriend van Foamy. Hij komt uit Engeland en heeft een paarse hanenkam. Veel is niet over deze Engelse eekhoorn bekend, behalve dat hij in de gevangenis heeft gezeten voor 11 maanden omdat hij, toen hij de Koningin van Engeland ontmoette, haar uitschold voor een 'Wanker'.
Mammed Udi

Mammed Udi is een medewerker van de klantenservice van de Smell Computer Corporation. Hij werkt 24 uur per dag, 7 dagen per week, 365 dagen per jaar. Om dit vol te houden, slaapt deze onderbetaalde Indiër, af en toe een half uur terwijl de klanten wachten. Zijn stoel is tegelijk zijn toilet en hij wordt in de gaten gehouden door een aapje met een Shocking Stick, die hem een schok geeft als hij niet hard genoeg werkt.
Anchovie

Anchovie is de stalker van Germaine. Hij is ook wel bekend als 'The Creepy Guy'. Hij bezorgt voornamelijk pizza's. Anchovie stalkt Germaine en maakt in het geheim foto's van haar die hij op zijn website GermaineNude.com zet. Veel is er niet van hem bekend. Maar Germaine heeft een hekel aan hem, hoewel hij ook gedichten schrijft. (Het zijn perverse gedichten over Germaine, maar toch).
Franklin

Ook Franklin komt niet vaak voor in de cartoons. Franklin werkt bij 'Starschmuks Coffeehouses' en heeft een gruwelijke hekel aan klanten. Vooral als ze niet zo hip zijn als hijzelf.